# ايليني ديمووتسوس
ايليني ديمووتسوس (باليونانية: Ελίνι Δημούτσος)‏ (18 يونيو 1988 بلوشنيه في ألبانيا - ) هو لاعب كرة قدم يوناني في مركز الوسط. شارك مع منتخب اليونان تحت 19 سنة لكرة القدم ومنتخب اليونان تحت 21 سنة لكرة القدم ومنتخب اليونان لكرة القدم. أما مع النوادي، فقد لعب مع باناثينايكوس ونادي أتروميتوس ونادي أستيراس تريبوليس ونادي بانيتوليكوس ونادي ملادا بوليسلاف وIlisiakos A.O. ‏ وأوفي كريت.

## وصلات خارجية
- ايليني ديمووتسوس على موقع الاتحاد الأوربي (الإنجليزية)
- ايليني ديمووتسوس على موقع إي إس بي إن إف سي (الإنجليزية)
- ايليني ديمووتسوس على موقع قاعدة بيانات كرة القدم.إي يو (الإنجليزية)
- ايليني ديمووتسوس على موقع ناشيونال فوتبول تيمز (الإنجليزية)
- ايليني ديمووتسوس على موقع Soccerway.com (الإنجليزية)
- ايليني ديمووتسوس على موقع عالم كرة القدم.نت (الإنجليزية)
- ايليني ديمووتسوس على موقع AS.com (الإسبانية)